# Paris-Roubaix de 2005
A Paris-Roubaix 2005 foi a 103.ª edição desta corrida de ciclismo que teve lugar a 10 de abril de 2005 sobre uma distância de 259 km.
Uma semana após o Volta à Flandres, Tom Boonen ganhou a corrida superando ao sprint aos outros dois escapados: George Hincapie e Juan Antonio Flecha. Assim, o corredor belga se colocou à cabeça da classificação do UCI ProTour de 2005. Magnus Bäckstedt, que foi o vencedor do ano anterior, finalizou quarto.
Como curiosidade, foi suprimido o famoso sector de pavé Trouée d'Arenberg do percurso devido a seu péssimo estado. No ano seguinte, no entanto, recuperou-se para a corrida.

## Equipas participantes
Tomaram parte na corrida 24 equipas: todos os de categoria UCI ProTour (ao ser obrigada sua participação); mais os de categoria Profissional Continental (mediante convite da organização) do Ag2r Prevoyance, Landbouwkrediet-Colnago, Agritubel, Mr Bookmaker.com-SportsTech e R.A.G.T. Semences. As equipas participantes foram:
| N.      | Código UCI | Equipa                             |
| ------- | ---------- | ---------------------------------- |
| 1-8     | LIQ        | Liquigas-Bianchi                   |
| 11-18   | FAS        | Fassa Bortolo                      |
| 21-28   | DVL        | Davitamo Lotto                     |
| 31-38   | TMO        | T-Mobile Team                      |
| 41-48   | CSC        | Team CSC                           |
| 51-58   | RAB        | Rabobank                           |
| 61-68   | PHO        | Phonak Hearing Systems             |
| 71-78   | DSC        | Discovery Channel Pro Cycling Team |
| 81-88   | SDV        | Saunier Duval-Prodir               |
| 91-98   | QST        | Quick Step                         |
| 101-108 | GST        | Gerolsteiner                       |
| 111-118 | C.A        | Crédit Agricole                    |
| 121-128 | FDJ        | Française des Jeux                 |

| N.      | Código UCI | Equipa                           |
| ------- | ---------- | -------------------------------- |
| 131-138 | LSW        | Liberty Seguros-Würth            |
| 141-148 | LAM        | Lampre-Caffita                   |
| 151-158 | COF        | Cofidis, Le Crédit par Téléphone |
| 161-168 | EUS        | Euskaltel-Euskadi                |
| 171-178 | BTL        | Bouygues Telecom                 |
| 181-188 | SDM        | Domina Vacanze                   |
| 191-198 | IA         | Illes Balears-Caisse d'Epargne   |
| 201-208 | A2R        | Ag2r Prevoyance                  |
| 211-218 | LAN        | Landbouwkrediet-Colnago          |
| 221-228 | AGR        | Agritubel                        |
| 231-238 | MRB        | Mr Bookmaker.com-SportsTech      |
| 241-248 | RAG        | R.A.G.T. Semences                |

## Classificação final
| Posição | Ciclista            | Equipa                           | Tempo      |
| ------- | ------------------- | -------------------------------- | ---------- |
| 1.      | Tom Boonen          | Quick Step-Innergetic            | 6h 27' 31" |
| 2.      | George Hincapie     | Discovery Channel                | m.t.       |
| 3.      | Juan Antonio Flecha | Fassa Bortolo                    | m.t.       |
| 4.      | Magnus Bäckstedt    | Liquigas-Bianchi                 | + 1' 09"   |
| 5.      | Lars Michaelsen     | CSC                              | + 2' 43"   |
| 6.      | Léon van Bon        | Davitamon-Lotto                  | + 3' 45"   |
| 7.      | Florent Brard       | Agritubel                        | + 3' 46"   |
| 8.      | Fabian Cancellara   | Fassa Bortolo                    | m.t.       |
| 9.      | Thor Hushovd        | Crédit Agricole                  | m.t.       |
| 10.     | Arnaud Coyot        | Cofidis, Le Crédit par Téléphone | m.t.       |